# 安嘉斯·洛桑华旦丹贝坚赞
安嘉斯·洛桑华旦丹贝坚赞（1986年7月3日—）原俗名“才华旦增”，藏族，青海省贵德县尕让乡上尕让村人，第六世安嘉斯活佛。

## 生平
1958年，第五世安嘉斯活佛罗桑香曲丹贝尼玛因平叛扩大化而被捕，后来病逝。中共十一届三中全会后，安嘉斯活佛获平反。他的侍从、嘎日哇管家香曲坚赞（1949年入塔尔寺）开始重修嘎日哇，寻访第五世安嘉斯活佛的转世灵童。1984 年，香曲坚赞筹资修缮了嘎日哇残留的五间瓦殿，临时作为佛堂。1990年代初，在原址新建木结构瓦殿五间，南北各新建平房三间。嘎日哇由此基本具备了重新迎安嘉斯活佛入住的条件。
1994年起，信众迫切要求寻访安嘉斯活佛的转世灵童，管家香曲坚赞便投身寻访工作。在青海省及有关地区政府的支持下，塔尔寺成立了第六世安嘉斯活佛转世灵童寻访小组。寻访小组根据塔尔寺一位名叫阿克北京的高僧占卜后的谕示，到青海省西宁市、海东地区、海南藏族自治州等地秘密寻访了大约300名具有祥瑞异兆的儿童， 其中包括藏族、汉族、土族、蒙古族。 在根本上师却西活佛主持下，按照藏传佛教仪轨，寻访小组先后对初选的这些儿童进行三次筛选，最后确定三名灵童候选人。 整个寻访用了一年多。
2000年新年之际，塔尔寺将转世灵童候选人名单及寻访过程报有关地区宗教管理部门批准。2000年藏历金龙年正月初八日，全国政协委员、中国佛教协会副会长、中国藏语系高级佛学院副院长、塔尔寺活佛却西·洛藏华丹隆柔嘉措主持了以食团问卜认定转世灵童的仪式，卜中藏族男童才华旦增。西宁市宗教局随后对该认定结果加以肯定，批准才华旦增择吉日坐床。
才华旦增属虎，贵德县尕让乡上尕让村人，和前一世安嘉斯活佛属相和祖籍相同。才华旦增的父亲叫拉加才让，生于1961年，大专文化，曾任教师，后来在贵德县国家税务局工作。才华旦增的母亲叫尕吉卓玛，生于1964年，曾在海南州毛纺厂等单位任职。才华旦增在贵德县城上幼儿园、小学、初中。在学校期间，才华旦增喜爱数学，善思考。
藏历二月初，经却西活佛督促，管家香曲坚赞根据藏传佛教习俗，带礼品及哈达到贵德县拉加才让家，向才华旦增赠佛号，告知其为安嘉斯活佛的转世灵童。数日后，香曲坚赞等人又到贵德县为转世灵童洗礼。此后扎西活佛率多名塔尔寺代表到贵德，为转世灵童举办献哈达仪式。青海解放前，这种为转世灵童献哈达仪式都要付出很高的赎身价，如今人民政府提倡取消该习俗，获得佛教界响应，从而减轻了寺院及嘎日哇的经济负担。
藏历金龙年三月三日（2000年4月13日），第六世安嘉斯活佛坐床仪式在塔尔寺安嘉斯活佛的府邸“嘎日哇”举办。青海省、西宁市、贵德县政府代表，八世赛朵活佛、四世夏格日活佛等活佛及高僧出席。塔尔寺民管会副主任坚赞昂旦用藏语和汉语宣布仪式开始。西宁市民族宗教局局长刘德宣读了关于同意第六世安嘉斯活佛转世灵童认定坐床的批文，并颁发活佛证书，互献哈达。湟中县人民政府负责人致贺辞。随后在扎西活佛、本巴活佛陪同下，将转世灵童迎到“嘎日哇”的里院主殿，各大活佛主持为安嘉斯升法座，僧众诵经。政府代表及活佛高增、转世灵童亲属依次献哈达、互赠礼金、礼品、纪念品。